# Ghiacciaio Baker (Dipendenza di Ross)
Il ghiacciaio Baker  è un ghiacciaio lungo circa 7 km situato nella parte nord-occidentale della Dipendenza di Ross, nell'Antartide orientale. Il ghiacciaio Baker, il cui punto più alto si trova a circa 1200 m s.l.m., si trova sulla costa di Borchgrevink, nella parte orientale dei monti della Vittoria, dove fluisce verso nord-est, scorrendo lungo il versante occidentale del colle Martin, fino a unire il proprio flusso a quello del ghiacciaio Whitehall.

## Storia
Il ghiacciaio Baker è stato mappato da membri dello United States Geological Survey (USGS) grazie a fotografie aeree scattate dalla marina militare statunitense nel periodo 1960-64, e così battezzato dal Comitato consultivo dei nomi antartici in onore di Chester John R. Baker, un biologo di stanza presso la stazione Hallett nelle stagioni 1967-68 e 1968-69.